# تشيكاو
تشيكاو (بالبرتغالية: Francisco Jesuíno Avanzi‏) (مواليد 30 يناير 1949) هو لاعب كرة قدم. يلعب مع منتخب البرازيل لكرة القدم. سبق له أن لعب في كأس العالم لكرة القدم مع منتخب بلاده.

## روابط خارجية
- تشيكاو على موقع الاتحاد الدولي (مؤرشف)  (الإنجليزية)
- تشيكاو على موقع قاعدة بيانات كرة القدم.إي يو (الإنجليزية)
- تشيكاو على موقع ناشيونال فوتبول تيمز (الإنجليزية)
- تشيكاو على موقع Soccerway.com (الإنجليزية)